# Мала Горбаша (Звягельський район)
Мала́ Горбáша — село в Україні, в Ярунській сільській громаді Звягельського району Житомирської області. Населення становить 344 осіб.

## Історія
У другій половині XVII століття землі, до складу яких увійшла і Мала Горбаша (пол. Horbasza Mała), від бездітного князя Самійла-Кароля Корецького успадкував шляхтич Самійло Лещинський.
У 1751 році у Михайла Сапєги маєток придбав Юзеф Пуласький. Його спадкоємцем став середній син, генерал армії США Казимир Пуласький.
У 1834 році його землі були розділені на декілька частин, які придбав Томаш Давид Врочинський гербу Любич. Спочатку родина Врочинських постійно проживала в Малій Горбаші.
На початку 1860-х років, по смерті Томаша Давида Врочинського, маєток у Малій Горбаші успадкували його молодші сини: Густав та Євген.
У 1906 році село Жолобенської волості перебувало у складі Новоград-Волинського повіту Волинської губернії. Відстань від повітового міста 20 верст, від волості — 5 верст. Налічувалося 127 подвір'їв та 708 мешканців.
Станом на 1913 рік селом володіли в різних частинах бездітний вдівець Євген Врочинський та спадкоємці Густава Врочинського.
Працювали три бакалійні лавки: Брахмана, Ставінцера, Шнайдермана.
12 червня 2020 року, відповідно до розпорядження Кабінету Міністрів України № 711-р «Про визначення адміністративних центрів та затвердження територій територіальних громад Житомирської області», село Мала Горбаша увійшло до складу Ярунської сільської громади.

## Особистість
- Чижевський Петро Іванович (1928—2000) — бригадир тракторної бригади, Герой Соціалістичної Праці (1957).